# Campeonato Tocantinense 2001
In 2001 werd het negende Campeonato Tocantinense gespeeld voor clubs uit de Braziliaanse staat Tocantins. De competitie werd georganiseerd door de FTF en werd gespeeld van 18 maart tot 30 juni. Palmas werd kampioen.

## Eerste toernooi

### Groep A
| Plaats | Club       | Wed. | W | G | V | Saldo | Ptn. |
| ------ | ---------- | ---- | - | - | - | ----- | ---- |
| 1.     | Palmas     | 8    | 6 | 2 | 0 | 20:5  | 20   |
| 2.     | Interporto | 8    | 4 | 1 | 3 | 12:8  | 13   |
| 3.     | Intercap   | 8    | 3 | 1 | 4 | 12:15 | 10   |
| 4.     | Gurupi     | 8    | 3 | 1 | 4 | 9:16  | 10   |
| 5.     | Alvorada   | 8    | 1 | 1 | 6 | 4:13  | 4    |

|  | Gekwalificeerd voor tweede toernooi |

### Groep B
| Plaats | Club                  | Wed. | W | G | V | Saldo | Ptn. |
| ------ | --------------------- | ---- | - | - | - | ----- | ---- |
| 1.     | Tocantinópolis        | 6    | 6 | 0 | 0 | 17:1  | 18   |
| 2.     | Colinas               | 6    | 2 | 1 | 3 | 4:9   | 7    |
| 3.     | Clube dos XXX         | 6    | 1 | 2 | 3 | 6:9   | 5    |
| 4.     | Tocantins de Miracema | 6    | 1 | 1 | 4 | 8:15  | 4    |

|  | Gekwalificeerd voor tweede toernooi |

## Tweede toernooi

### Play-off
De drie winnaars en de beste verliezer plaatsten zich voor de knockout-fase.
| Team #1       | Tot.   | Team #2        | 1ste wed | 2de wed |
| ------------- | ------ | -------------- | -------- | ------- |
| Clubs dos XXX | 0 - 11 | Palmas         | 0 - 4    | 0 - 7   |
| Gurupi        | 1 - 2  | Tocantinópolis | 0 - 0    | 1 - 2   |
| Colinas       | 2 - 4  | Interporto     | 1 - 1    | 1 - 3   |

### Knockout-fase
In geval van gelijkspel worden er strafschoppen genomen, tussen haakjes weergegeven. 
|  | Halve finale    | Halve finale   | Halve finale |       |        | Finale | Finale | Finale |
|  |                 |                |              |       |        |        |        |        |
|  | Gurupi          | 1              | 1            |       |        |        |        |        |
|  | Palmas          | 1              | 3            |       |        |        |        |        |
|  | Palmas          | 1              | 3            |       | Palmas | 1      | 1 (5)  |        |
|  |                 |                |              |       | Palmas | 1      | 1 (5)  |        |
|  |                 | Tocantinópolis | 1            | 1 (4) |        |        |        |        |
|  | Tocantinópolis' | Tocantinópolis | 1            | 1 (4) | 1      | 0      |        |        |
|  | Tocantinópolis' |                |              |       | 1      | 0      |        |        |
|  | Interporto      | 1              | 0            |       |        |        |        |        |

### Kampioen
| Campeonato Tocantinense de 2001 |
| Tocantins                       |
| ------------------------------- |
| PALMAS Kampioen (2° titel)      |